# Rød hjortetrøst
Rød Hjortetrøst (Eupatorium purpureum) er en kraftigt voksende staude med en opret, stiv vækstform. 

## Beskrivelse
Stænglerne er glatte og rødlige. Bladene sidder kransstillet. De er lancetformede med savtakket rand. Oversiden er glat og blågrøn, mens undersiden er lysegrøn med hårede nerver. De gammelrosa blomster er samlet i små kurve, der ses fra juli, og som sidder samlet i endestillede halvskærme. Frøene modner godt og spirer villigt.
Jordstænglerne er vandret krybende. Herfra udgår de lodrette skud og de fine, trævlede rødder.
Højde x bredde og årlig tilvækst: 2 × 4 m (200 × 20 cm/år). Målene kan bruges til beregning af planteafstande i fx haver.

## Hjemsted
Rød Hjortetrøst gror i floddalene i det østlige og centrale USA og Canada.
| Portal | Portal:Botanik |